# Manuel Cunha
Pour les articles homonymes, voir Cunha.
Tavares Cunha est un nom portugais ; le premier nom de famille (d'usage facultatif) est Tavares et le second est Cunha.
Manuel Cunha (né le 31 août 1962 à Pedroso (en) au Portugal) est un coureur cycliste portugais. Professionnel de 1985 à 1994, il a notamment remporté le Tour du Portugal en 1987.

## Palmarès
- 1982
  - Prologue du Tour du Portugal (contre-la-montre par équipes)
- 1983
  - 6e et 8e étapes du Tour de l'Algarve
  - 10e étape du Tour du Portugal
- 1984
  - 9eb étape du Tour du Portugal
  - 3e du Tour de l'Algarve
  - 3e du Tour du Portugal
  - 3e du Circuit de Malveira
- 1985
  - 2e du Tour de l'Alentejo
  - 2e du Grand Prix Jornal de Noticias
  - 2e de Porto-Lisbonne
- 1986
  - Tour de l'Algarve
  - Prologue du Tour du Portugal
  - Grande Prémio do Concelho de Loures :
    - Classement général
    - 4e étape

  - 2e étape du Grande Prémio de Pereiro
  - 3e du championnat du Portugal sur route
- 1987
  - Tour du Portugal :
    - Classement général
    - Prologue

  - Tour de l'Algarve
  - Clássica de Alcochete :
    - Classement général
    - 1re étape

  - Grande Prémio de Pereiro-Macao :
    - Classement général
    - 3e étape

  - 2e étape du Grande Prémio Jornal de Notícias
  - Circuit de Pereiro
  - Prologue du Trophée Joaquim Agostinho
  - Grande Prémio Internacional Costa Azul
  - 3e du championnat du Portugal sur route
- 1988
  - 2e étape du Tour des Trois Cantons
  - 9e étape du Tour du Portugal
  - 2e du Tour des vallées minières
- 1990
  - Tour des Terres de Santa Maria Feira :
    - Classement général
    - 3e étape

  - Circuit de Cartaxo
  - 3e du Tour de l'Algarve
- 1991
  - 6e étape du Tour du Portugal
  - Grande Prémio do Minho :
    - Classement général
    - 8eb étape

  - Grand Prix Jornal de Noticias :
    - Classement général
    - Prologue et 5e étape

  - 5e étape du Grand Prix Abimota
  - Grande Prémio Gondomar :
    - Classement général
    - 3e étape
- 1992
  - Grande Prémio Gondomar
  - Volta dos Sete-Marinha Grande
  - 3e du Tour de l'Alentejo
- 1993
  - 3e du Grand Prix Jornal de Noticias
- 1994
  - Volta dos Sete-Marinha Grande
  - 2e étape du Tour des Terres de Santa Maria Feira
  - 3e du Tour des Terres de Santa Maria Feira

## Résultats sur les grands tours

### Tour d'Espagne
4 participations
- 1985 : 98e
- 1988 : 30e
- 1989 : 98e
- 1993 : 62e